# Лопатодзьоб золотоголовий
Лопатодзьоб золотоголовий (Platyrinchus coronatus) — вид горобцеподібних птахів родини тиранових (Tyrannidae). Мешкає в Центральній і Південній Америці.

## Опис
Довжина птаха становить 8,5-9 см, вага 8-9 г. Верхня частина тіла оливково-коричнева, нижня частина тіла тьмяно-жовта, на грудях і боках оливкові плями, горло біле. Обличчя білувате, через очі ідуть чорні смуги, на щоках чорні смуги. Тім'я рудувате, на темні малопомітна жовта смуга. Дзьоб широкий, плаский, зверху чорний, знизу білуватий.

## Підвиди
Виділяють три підвиди:
- P. c. superciliaris Lawrence, 1863 — від північного і східного Гондурасу до північної і західної Колумбії та північно-західного Еквадору (на південь до Манабі);
- P. c. gumia (Bangs & Penard, TE, 1918) — південна Венесуела, південно-східна Колумбія, схід Еквадору і Перу, Бразильська Амазонія і північна Болівія;
- P. c. coronatus Sclater, PL, 1858 — південно-східна Венесуела, Гвіана і північна Бразилія (від верхньої течії Ріу-Бранку на схід до Акрі).

## Поширення і екологія
Золотоголові лопатодзьоби мешкають в Гондурасі, Нікарагуа, Коста-Риці, Панамі, Колумбії, Еквадорі, Перу, Болівії, Бразилії, Венесуелі, Гаяні, Французькій Гвіані і Суринамі. Вони живуть в підліску вологих рівнинних, заболочених і гірських тропічних лісів. Зустрічаються на висоті до 700 м над рівнем моря, в тепуях місцями на висоті до 1650 м над рівнем моря. Живляться комахами та іншими дрібними безхребетними, яких шукають серед рослинності.